# Catastrofe di Nedelin
La catastrofe di Nedelin è stato un incidente in rampa di lancio che si è verificato il 24 ottobre 1960, al cosmodromo di Bajkonur, nel corso dello sviluppo del missile intercontinentale sovietico R-16, in cui persero la vita almeno 74 persone (secondo le stime ufficiali), tra cui anche lo stesso generale Mitrofan Nedelin, responsabile tecnico del progetto.

## Contesto
Durante la fine degli anni cinquanta il corso della guerra fredda portò l'Unione Sovietica a sviluppare missili in grado di trasportare testate nucleari che potessero competere con gli HGM-25A della controparte statunitense. La componente missilistica sovietica infatti era formata dagli R-7 che avevano restrizioni operative: potevano essere lanciati solo da rampe grandi e costose e richiedevano un tempo di preparazione di quasi 30 ore, necessario per il rifornimento dell'ossigeno liquido.
L'incarico venne affidato da Chruščëv al progettista Michail Kuz'mič Jangel', pioniere della progettazione di razzi. Il responsabile dello sviluppo era invece il generale Mitrofan Nedelin, accanito sostenitore dello sviluppo di armamento nucleare nonché fondatore e primo Comandante in Capo delle Forze missilistiche strategiche.

## L'R-16

### Sviluppo
Durante tutto lo sviluppo ci fu l'estenuante pressione del generale Nedelin che era impaziente di testare il razzo entro il 7 novembre (anniversario della Rivoluzione bolscevica) per poter impressionare il Partito. La tabella di marcia venne accelerata considerevolmente eliminando le più basilari procedure di sicurezza e costringendo i tecnici a installare dispositivi senza neppure averli testati.
Nell'ottobre del 1960 lo sviluppo del nuovo missile balistico intercontinentale a due stadi era ormai ultimato: il prototipo dell'R-16 era pronto per essere testato e rispondeva ai requisiti operativi previsti dai militari

#### Motori
I nuovi motori che bruciavano ipoazotide e dimetilidrazina asimmetrica potevano essere caricati pochi minuti prima del lancio in quanto i due composti erano liquidi a temperatura ambiente. I composti erano tenuti separati in serbatoi fino a che appositi "dischi" non permettevano loro di fluire negli appositi condotti per poi, una volta superata una valvola, entrare in contatto nella camera di combustione. Questi dischi potevano essere utilizzati solo una volta, al momento del lancio, e venivano rotti mediante una carica pirotecnica. Il loro funzionamento non venne mai affinato e inoltre mancava un sistema elettronico che potesse controllare se i dischi fossero esplosi effettivamente o no al momento del lancio. Durante i test in laboratorio il funzionamento dei dischi venne simulato con lampadine.

#### Sistema di Controllo di volo (PTR)
L'R-16 non era dotato di un vero e proprio computer, come lo intendiamo oggi, bensì di un sequenziatore programmabile formato da un albero a camme mosso da un motore passo-passo. A ogni passo l'albero andava ad aprire o chiudere dei relè che controllavano i vari sistemi del primo e del secondo stadio. Durante la procedure di pre-lancio il sequenziatore andava posizionato sulla posizione iniziale anche se piccole variazioni di corrente avrebbero potuto far scattare il meccanismo inavvertitamente. Era compito dei tecnici controllare il corretto posizionamento del sistema.

## Eventi

### 23 ottobre
Il 23 ottobre 1960 alle 8:00 l'R-16 (articolo 8K64/No. LD1-ZT) venne posizionato sulla rampa di lancio 41 nel cosmodromo di Bayqoñyr. Durante la procedura di rifornimento, malgrado la pericolosità dell'operazione, più di 150 persone si trovavano sulla rampa di lancio, compreso lo stesso Nedelin e il progettista Jangel'.
Jangel' e il suo staff, a causa delle problematiche relative ai "dischi", adottarono una decisione drastica che si rivelerà poi fatale: decisero di far esplodere i dischi a terra subito dopo il rifornimento e, per controllarne il corretto funzionamento, avrebbero disposto dei tecnici in modo che potessero udire il fluire dei composti nei condotti. All'interfono venne dato l'annuncio che si sarebbero fatti esplodere i dischi del primo stadio e i tecnici si prepararono. Invece di udire il rumore delle cariche pirotecniche del primo stadio si sentirono quelle del secondo stadio e subito dopo un colpo sordo provenire dal primo stadio causato dall'attivazione non prevista della valvola di esclusione. Il pannello di controllo del missile indicava inoltre che il PRT non era nella posizione iniziale (ciò indicava che il sistema non era sufficientemente isolato dalle piccole variazioni di corrente). Secondo alcune fonti ci fu anche una piccola perdita di combustibile.
In seguito all'erroneo azionamento delle cariche pirotecniche, i sistemi del secondo stadio entrarono nella "posizione di lancio" con l'attivazione della batteria interna e l'inizio della sequenza prevista. I tecnici allora scollegarono la batteria interrompendo la sequenza.
Arrivato ormai il tardo pomeriggio la Commissione di Stato si riunì per analizzare i problemi occorsi durante la giornata. Il tenente colonnello S.D Titov espresse le sue perplessità riguardo ai sistemi di volo e propose di inviare il missile in fabbrica per le modifiche necessarie. Nedelin apparve però irremovibile e deciso nell'effettuare il lancio il prima possibile.
Il lancio venne rinviato a meno di 24 ore dopo, al 24 ottobre.

### La catastrofe
Nella mattinata del 24 le riparazioni erano ormai completate. Alle 18:45 UTC+3, 30 minuti prima del lancio, mentre un tecnico stava programmando la centralina del controllo di volo nei controlli pre-lancio, i motori del secondo stadio si accesero. L'improvvisa accensione dei motori investì il primo stadio, carico di combustibile, che esplose in una palla di fuoco di oltre 1.650 °C visibile da oltre 50 km. L'enorme esplosione durò 20 secondi e investì Nedelin che sostava a pochi metri dal missile riducendolo in polvere, insieme ai tecnici che lavoravano al missile e molti rappresentanti sia politici sia industriali. Si stima che ci fossero circa 250 persone sulla rampa di lancio al momento dell'esplosione tra civili e militari e di cui almeno 74 morirono subito mentre altri 50 nei giorni successivi per le ferite riportate (alcuni riportano un totale di 101 vittime). L'operatore addetto alle riprese fece scattare inavvertitamente il comando di registrazione delle telecamere poste attorno alla rampa di lancio immortalando gli attimi successivi all'esplosione.
Trattandosi di un lancio di prova, il missile non era armato con una testata nucleare bensì con una massa inerte.

### Conseguenze
L'incidente venne immediatamente coperto per ordine di Chruščëv stesso. La morte di Nedelin venne fatta risalire a un incidente aereo. Molti cadaveri dei soldati vennero sepolti in una fossa comune poco distante dalla rampa di lancio mentre le salme dei civili vennero inviate alle rispettive famiglie.
Nel 1963 sulla piattaforma in cemento della rampa di lancio venne edificato un cippo commemorativo con i nomi dei caduti (con l'eccezione di 55 salme che non sono state riconosciute).

## L'inchiesta
Per accertare le cause dell'incidente venne nominata dal Segretario Generale Nikita Sergeevič Chruščёv una commissione di inchiesta. Il 25 ottobre la commissione si recò a Leninsk-Kuzneckij per ascoltare i testimoni e gli esperti. Dopo una serie di test e simulazioni la causa dell'incidente venne individuata nel sistema elettronico di controllo del volo (PTR). Dopo le problematiche del 23 ottobre il PTR probabilmente non venne resettato correttamente e rimase nella posizione di lancio. Il giorno della catastrofe il tecnico per completare la programmazione dei sistemi di volo diede l'alimentazione al PTR che ordinò quindi l'accensione dei motori. Secondo altre fonti il PTR entrò in modalità di lancio a causa di piccole variazioni di corrente che ne alterarono lo stato.